# Pfarrkirche Christi Auferstehung (Köln)

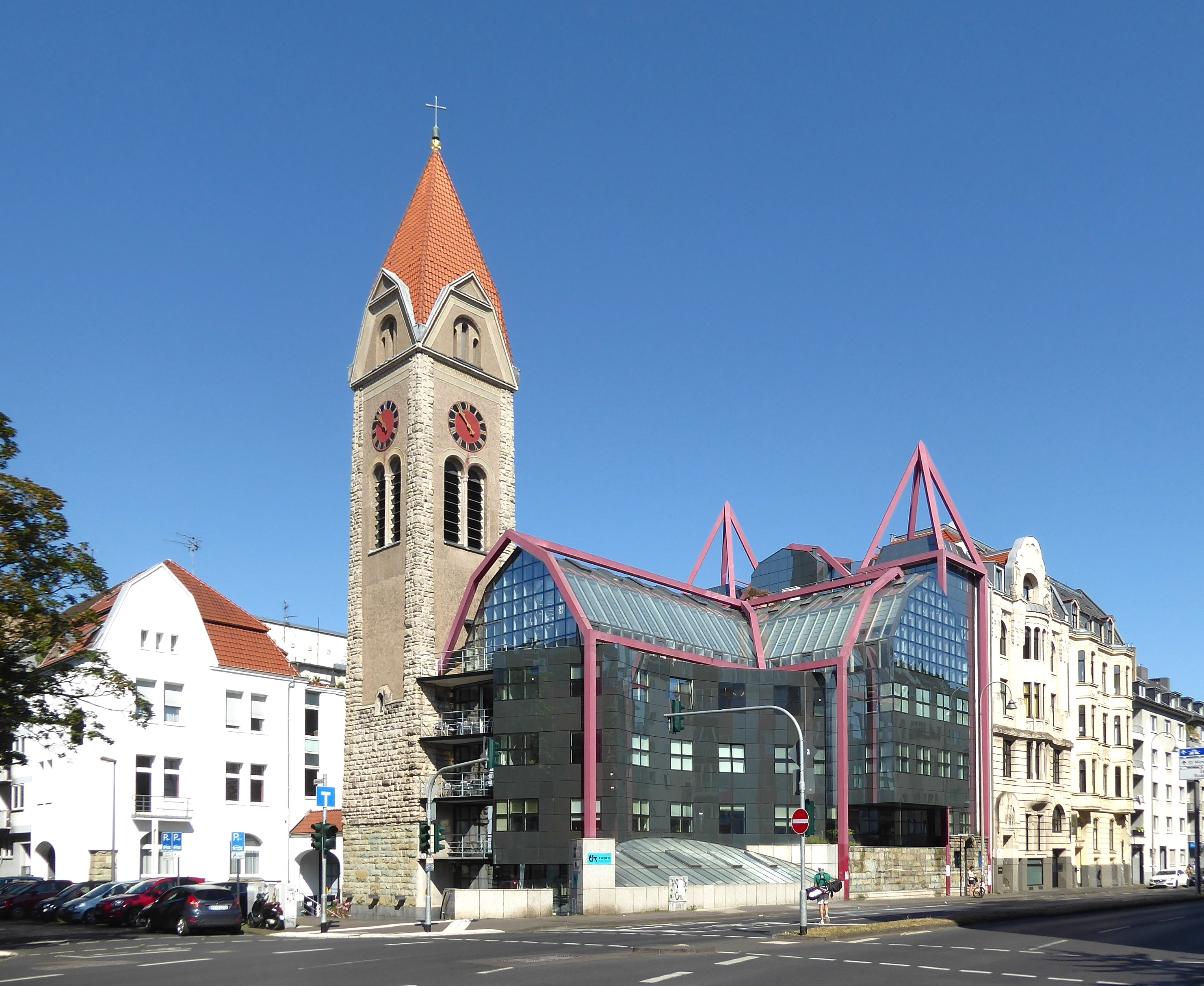
Alt-Katholische Pfarrkirche Köln

Die Pfarrkirche Christi Auferstehung in Köln gehört zum Dekanat Nordrhein-Westfalen des Katholischen Bistums der Alt-Katholiken in Deutschland, oftmals Alt-Katholische Kirche in Deutschland genannt. Die Kölner Gemeinde bildete sich etwa ab 1872 und wurde offiziell im Oktober 1874 staatlich anerkannt. Sie hat heute knapp über 600 Mitglieder.

## Erste Kirche
Die Gemeinde nutzte zuerst als Kirche die ehemalige Kölner Ratskapelle St. Maria in Jerusalem, die der Rat bis zur Franzosenzeit genutzt hatte. Da diese aber für die große Gemeinde nicht ausreichte, wurde bald ein Neubau ins Auge gefasst. Eine weitere Kirche bestand im heutigen Köln-Mülheim.

## Ehemalige Auferstehungskirche

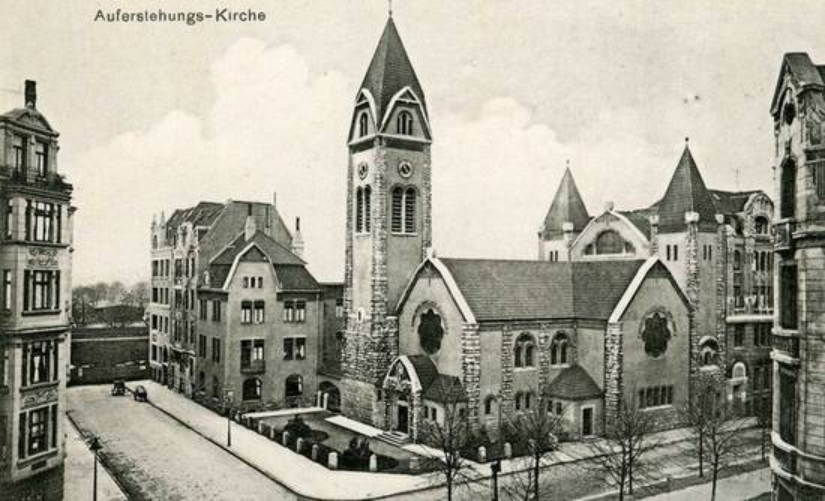
Vorgängerbau von 1907, aufgenommen 1915

Mit dem Bau der Auferstehungskirche in der Jülicher Straße, Ecke Moltkestraße, in der südlichen Neustadt von Mai 1906 bis Oktober 1907, Konsekration am 17. November 1907, entstand der größte eigenständige Kirchenbau der Alt-Katholiken in Deutschland. Architekt für Kirche, Pfarrhaus und Gemeindezentrum war der Kölner Peter Recht. Die Kirche passte sich in Baustil und Lage in den Reigen großer Sakralbauten um die Kölner Ringe ein. Vom Barbarossaplatz her war die Roonstraße eine direkte Blickachse auf den links an das Kirchenschiff gesetzten imposanten Kirchturm. Die zweijochige Kirche mit breitem Querschiff, Vierungskuppel war mit zwei großen Fensterrosen in den Giebeln von Quer- und Mittelschiff ausgestattet. Der Chor grenzte direkt an die Häuser in der Fluchtlinie der Moltkestraße und war dort durch zwei kleinere Türme mit Pyramidenhelmen hervorgehoben. Die Kanzel der Kirche wurde von Carl Stollwerck, dem jüngsten Sohn von Franz Stollwerck, gestiftet. Die Bleiverglasung der Fenster wurde vom Unternehmer Franz Clouth gespendet.

## Kriegszerstörung
1944, gegen Ende des Zweiten Weltkrieges, wurde die Kirche in zwei Bombenangriffen bis auf den Turm vollständig zerstört. Die Gemeinde richtete sich in der Nachkriegszeit 1953 bis 1992 in einem weniger prunkvollen Kirchbau auf dem Gelände ein, den der Bonner Architekt Helmut Kröger baute. Zwei große Fenster von diesem Kirchbau befinden sich im Foyer zur heutigen Kirche. Der Turm konnte in den Jahren 1989/90 grundlegend saniert werden. Für einen völligen Wiederaufbau fehlten der Gemeinde aber die nötigen Geldmittel; außerdem wäre dieser Bau für die durch die beiden Weltkriege geschrumpfte Gemeinde erheblich zu groß gewesen.

## Neubau

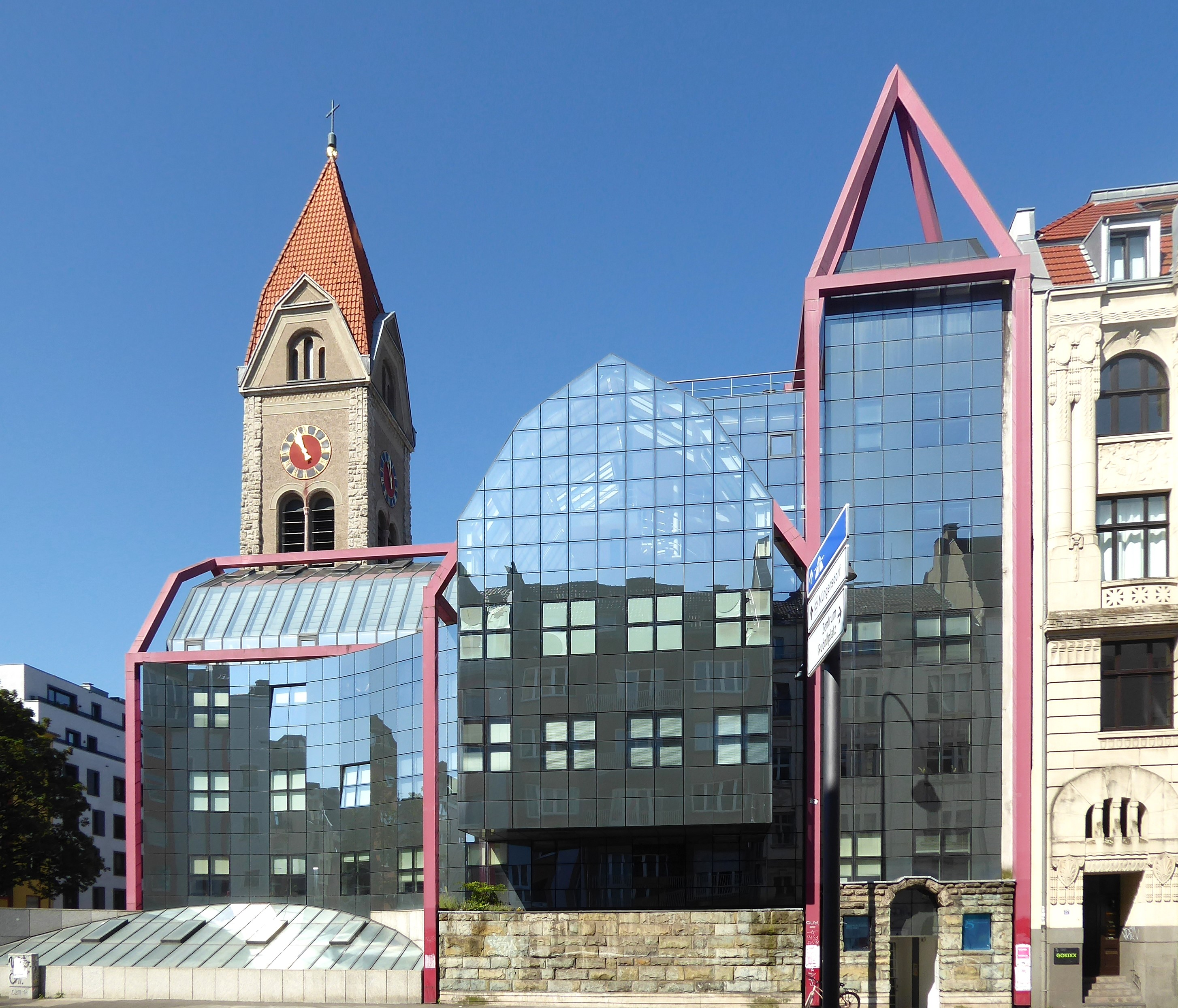
Alt-Katholische Pfarrkirche Köln, Ansicht von Osten

So wurde das attraktive Eckgrundstück Jülicher-/Moltke-Straße verkauft und zur Errichtung eines Bürogebäudes verwandt. Die Denkmalbehörde machte aber zur Auflage, dass das Gebäude die ursprünglichen Umrisse der Kirche durchscheinen lassen sollte. Dies scheint gelungen. Der knallrote Stahlrahmen des 1991 bis 1993 von Professor František Sedláček (FH-Köln) entworfenen und errichteten, spiegelverglasten Neubaus mit Sakralraum im Untergeschoss (auf dem Gelände des ehemaligen Pfarrgartens), Büros in den oberen Stockwerken, erinnert heute (im Maßstab 1:1) an die ursprüngliche Silhouette des späthistoristischen Kirchenbaus. Die Gemeinde nutzt neben dem nebenstehenden denkmalgeschützten Pfarr- und Gemeindehaus ein daneben liegendes Areal des Komplexes unter einer Glaspyramide als Kirche für ihre Gottesdienste, die am 22. Mai 1993 wieder geweiht werden konnte. Der Eingang zur neuen Kirche befindet sich nun im Torbogen zum ehemaligen Pfarrgarten.

## Kunst
Im Altarraum befindet sich eine aus mehreren Teilen zusammengesetzte Bronzeskulptur des Kölner Bildhauers Franz Josef Lipensky. In ihrer Mitte befindet sich der am Kreuz thronende Christus, zu dem aus den vier Himmelsrichtungen Menschen unterschiedlicher Lebenssituationen hin strömen. Unter der Darstellung stehen die vier Evangelisten, und das Ganze ist eingerahmt vom brennenden Dornbusch, der mit Glaselementen dargestellt wird. Auch die Front des Tabernakels mit einer Abendmahlsszene sowie eine Skulptur am Ambo, welche das Lamm und das Buch mit den sieben Siegeln darstellt, stammen von Lipensky.
Im Foyer der Kirche hängen hinterleuchtete Glasfenster aus der Notkirche der Nachkriegszeit.